# Online.nl
Online.nl is een Nederlandse internetprovider en is een dochteronderneming van M7 Group (Canal+ Luxembourg S.a.r.l.) dat sinds september 2019 onderdeel is van Canal+. Het bedrijf biedt internet-, televisie-, interactieve televisie- en telefoondiensten voor de particuliere markt.

## Geschiedenis
Online.nl is een voortzetting van het in 1994 in Amsterdam door Simon Cavendish en Arko van Brakel opgerichte EuroNet Internet. Dit bedrijf verwierf in de begindagen van het internettijdperk een plek in de markt. Als eerste aanbieder van internetdiensten verkocht EuroNet rechtstreeks en via de detailhandel zogeheten starterspakketten. Een dergelijk pakket bevatte de noodzakelijke software om te kunnen internetten en een hulpprogramma dat de gebruikers stap voor stap door de installatieprocedure leidde. Een starterspakket kostte in 1994 meer dan honderd gulden (45 euro) en een inbelabonnement (exclusief de gesprekskosten) kostte 45 gulden (20 euro) per maand. EuroNet richtte zich nadrukkelijk op kwaliteit en daarmee op de bovenkant van de markt en de zakenwereld.
De commerciële insteek van EuroNet was succesvol. In 1996 kocht kabelexploitant Telekabel (later Nuon) een aandeel van 30 procent in de groeiende onderneming. In september 1999 nam France Télécom EuroNet Internet over voor 60 miljoen gulden (27,2 miljoen euro). In de zomer van 1999 werd de merknaam Wanadoo op de Nederlandse markt geïntroduceerd. De bedrijfsnaam Euronet Internet BV veranderde pas in 2002 officieel in Wanadoo Nederland. In 2004 was Wanadoo in aantallen abonnees gemeten de tweede provider van Nederland. Meer dan 600.000 mensen hadden een account bij Wanadoo Nederland. De helft daarvan had een breedband verbinding via ADSL of kabel.
In 2006 voegde France Télécom alle mobiele telefonie en internetdiensten samen onder de naam Orange. In juni van dat jaar werd één gemeenschappelijk portal gelanceerd voor web- en mobiele diensten. Orange introduceerde een aantal voor Nederland nieuwe diensten waarin internettechnologie en mobiele telefonie werden geïntegreerd.
Eind september 2007 nam het Duitse T-Mobile heel Orange Nederland over voor 1,3 miljard euro. Met 4,8 miljoen klanten werd T-Mobile de op een na grootste aanbieder van mobiele telefonie in Nederland. Daarop werd in juni 2008 het internetdeel van het bedrijf omgedoopt tot Online. Als gevolg van een juridische fusie werden Online (Online Breedband B.V.) en T-Mobile (T-Mobile Nederland B.V.) per 1 september 2010 een juridische entiteit; de statutaire naam van de onderneming werd T-Mobile, en de handelsnaam T-Mobile Online. Die merknaam ging op 20 september 2011 in, maar werd op 29 januari 2013 weer vervangen door Online.nl. Sinds juni 2013 was Online.nl onderdeel van Euronet Communications BV, welke op haar beurt een juridisch zelfstandige entiteit binnen de T-Mobile groep was. In november 2013 werd bekend dat T-Mobile het merk heeft verkocht aan de CDS Group, die het onderbracht bij dochteronderneming M7 Group (nu Canal+ Luxembourg S.a.r.l.) uit Luxemburg. M7 Group is tevens de eigenaar van de Nederlandse satellietprovider CanalDigitaal.
Van het 3e kwartaal van 2018 tot het 2e kwartaal van 2019 heeft Online.nl door door de overname van Fiber Nederland en Stipte door M7 Group de KPN WBA klanten van Fiber Nederland en Stipte overgenomen.. Fiber Nederland is vervolgens per 1 april 2019 verkocht aan XS Provider.. M7 Group (Canal+ Luxembourg S.a.r.l.) waar Online.nl onderdeel van is, is per september 2019 gekocht door het Franse Canal+ dat deel uitmaakte van de Franse Vivendi-groep totdat het in december 2024 werd afgesplitst als een afzonderlijk bedrijf..